# Three Reasons for Haste
Three Reasons for Haste è un cortometraggio muto del 1909 diretto da Gilbert M. 'Broncho Billy' Anderson.

## Produzione
Il film fu prodotto dalla Essanay Film Manufacturing Company. Venne girato a Chicago, città dove la casa di produzione aveva la sua sede.

## Distribuzione
Uscì nelle sale cinematografiche USA il 15 settembre 1909. Nelle proiezioni, veniva programmato con il sistema dello split reel, accorpato in un'unica bobina con un altro cortometraggio prodotto dall'Essanay, la commedia A Case of Tomatoes.